# Chott el-Gharsa
Le Chott el-Gharsa ou Chott el-Rharsa (arabe : شط الغرسة soit Šaṭṭ al-Ġarsa) est un chott situé au sud-ouest de la Tunisie, plus particulièrement dans le gouvernorat de Tozeur, à la frontière entre l'Algérie et la Tunisie. Il se trouve dans une dépression et atteint dans sa partie septentrionale son point le plus profond, soit 17 mètres en dessous du niveau de la mer, altitude la plus basse du territoire tunisien.

## Géographie et géologie
Le chott s'étend sur environ cinquante kilomètres d'est en ouest, alors que sa largeur maximale du nord au sud atteint environ vingt kilomètres dans sa partie orientale. Chacune des zones du chott possède sa propre dénomination : Chtihatt Sghatt, Mejez Sfa et Er Rahim. Sur son flanc méridional se situe la région semi-aride du Jérid.
Au nord s'élèvent de hautes montagnes d'un anticlinal régional composé de roches sédimentaires datant du Crétacé et de l'Éocène. Des processus tectoniques de l'époque du Tertiaire, dans le sud de l'actuelle Tunisie, ont créé des failles, des flexions et des anticlinaux. L'érosion et les mouvements de terrain ont laissé derrière eux, entre des cuestas existantes (contreforts orientaux du Djebel Chareb), une dépression en forme de cuvette et remplie de sédiments. Ces cuestas, à la manière de montagnes allongées, forment les limites nord et sud du Chott el-Gharsa. Son voisinage méridional est formé de sables éoliens et alluvionnaires et s'inscrit dans le plateau saharien avec ses paysages désertiques et ses oasis.
À l'échelle géologique, le chott appartient à une série de dépressions, dont le Chott el-Jérid en Tunisie et la Chott Melrhir en Algérie, traversant d'ouest en est la partie méridionale de l'Atlas.

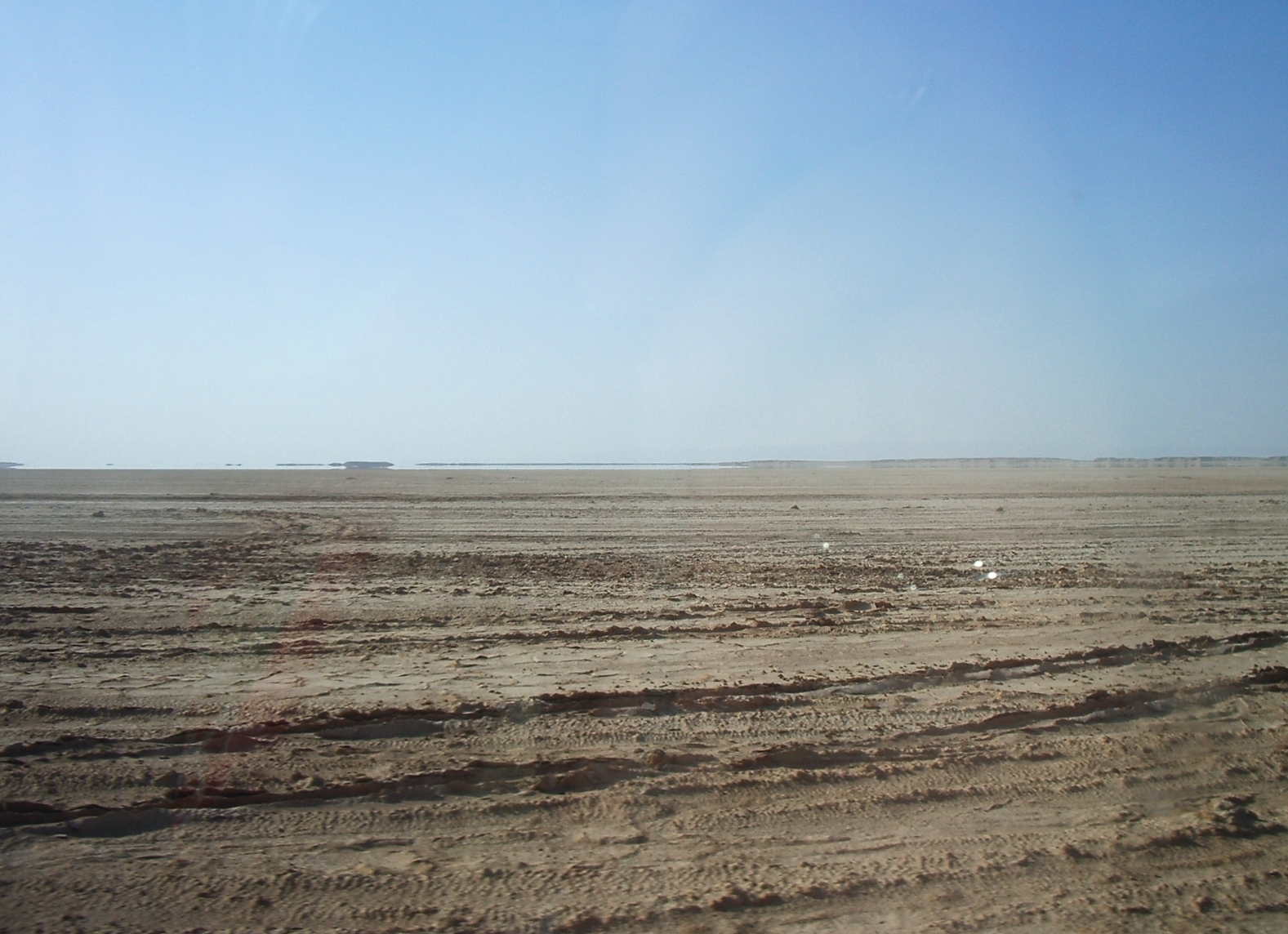
Fata Morgana sur le chott.

L'afflux principal d'eau douce provient de l'oued el Melah, récoltant l'eau depuis la région entre les villes de Métlaoui et Gafsa. Dans ses zones limitrophes, le Chott el-Gharsa capte de l'eau douce dans l'aquifère. En outre se produisent ici, tout comme dans le Chott el-Jérid, des prélèvements d'eau douce appelés aioun (singulier : aïn) sous la croûte de sel existante, depuis les couches de sable les plus profondes.
Les dépôts dans le bassin sont constitués de sable et d'évaporites. Par conséquent, on y trouve des dépôts de gypse déposés à l'époque du Pléistocène. Ces successions sédimentaires ont été comparées avec les évaporites sur la surface de Mars.

## Économie
L'aridoculture est pratiquée sur un terrain en pente, au nord du chott, au pied d'une chaîne de montagnes entre Tamerza et Gafsa.

## Infrastructures
À travers cette région, une route quitte Tamerza, traverse la bordure orientale du chott, pénètre au sud-est dans le Jérid et permet d'accéder aux oasis de Tozeur et El Hamma du Jérid.
Tozeur dispose par ailleurs d'un aéroport international (Tozeur-Nefta) et du terminus d'une ligne de chemin de fer menant vers le nord du pays.